# Алексеич
«Алексеич» — советский короткометражный фильм 1970 года. Единственный художественный фильм режиссёра-документалиста Людмилы Салдадзе.
Фильм снят по рассказу «Савостин» выпускника сценарного факультета ВГИКа писателя Родиона Ребана, рассказ был впервые опубликован в журнале «Знамя», № 10 за 1967 год, а затем вошёл в сборник рассказов писателя «Шиповник на каменном берегу».
Дебют актрисы Ирины Алфёровой, на момент съемок она училась во ВГИКе, и в дальнейшем до его окончания в 1973 году нигде не снималась.

## Сюжет
Алексеич — так по-простому в селе зовут молодого учителя сельской школы Алексея Алексеевича Савостина. Он, видя, как трудно многим ученикам из окрестных деревень в пургу и дождь издалека добираться до школы, ставит перед руководством колхоза вопрос о строительстве при школе интерната.

## В ролях
- Станислав Бородокин — Алексей Алексеевич Савостин, молодой учитель сельской школы, в народе попросту Алексеич
- Ирина Алфёрова — Мария Александровна, сельская учительница
- Валентина Березуцкая — сельская учительница
- Дмитрий Орловский — директор школы
- Виктор Шульгин — Виктор Сергеевич, председатель колхоза
- Михаил Буйный — Тюрин, директор автобазы
- Евгений Зосимов — лесоруб